# Cyrtandra pulchella
Cyrtandra pulchella là một loài thực vật có hoa trong họ Tai voi. Loài này được O.Rich ex A.Gray mô tả khoa học đầu tiên năm 1862.